# Симанга Дламини
Симанга Дламини (сваз. Simanga Dlamini; Мбабане, 8. октобар 1997) есватински је пливач чија специјалност су спринтерске трке стилом. 

## Спортска каријера
Дламини је представљао своју државу на првенствима света у Казању 2015. (52. на 200 прсно), Будимпешти 2017. (73. на 50 прсно и 70. на 100 делфин) и Квангџуу 2019. (79. на 50 делфин и 75. на 100 делфин). 
Такмичио се и на светском првенству у малим базенима у кинеском Хангџоуу 2018, заузевши укупно 86. место у квалификациујама трке на 50 делфин, односно 72. на 100 делфин. 